# Atlantic Open
Het Atlantic Open was een golftoernooi in Portugal dat deel uitmaakte van de Europese PGA Tour.
Het toernooi werd slechts eenmaal georganiseerd. Er werd van 15-18 februari 1990 gespeeld op de Estela Golf CLub in Oporto. Het was het eerste toernooi van dat jaar.
Het toernooi eindigde met zes spelers die een score van 288 (par) hadden. Dit waren Richard Boxall en David Williams uit Engeland, Stephen Hamill, Ronan Rafferty uit Noord-Ierland, Anders Sörensen uit Denemarken en Stephen McAllister uit Schotland. De play-off werd gewonnen door Stephen McAllister, die later dat jaar ook het KLM Dutch Open won.